# Pararhabdodon
Pararhabdodon là một chi khủng long, được Casanovas-Cladellas Santafé-Llopis & Isidro-Llorens mô tả khoa học năm 1993.